# Cussay
Cussay település Franciaországban, Indre-et-Loire megyében. Lakosainak száma 567 fő (2022. január 1.). Cussay Civray-sur-Esves, Descartes, Ligueil, Neuilly-le-Brignon és Paulmy községekkel határos.

## Népesség
A település népességének változása:
| Lakosok száma | 707  | 537  | 551  | 562  | 586  | 578  | 570  | 561  | 563  | 567  |
|               | 1968 | 1982 | 1990 | 2006 | 2013 | 2015 | 2017 | 2019 | 2020 | 2022 |